# Mijanowo
Mijanowo [pronunciación en polaco: /mijaˈnɔvɔ/] ( en alemán: Tauschendorf) es un pueblo en el distrito administrativo de Gmina Trzemeszno, dentro del Distrito de Gniezno, Voivodato de Gran Polonia, en el centro-oeste de Polonia. Se encuentra a unos 6 kilómetros este de Trzemeszno, 21 kilómetros al este de Gniezno, y 70 kilómetros al este de la capital regional, Poznań.